# Le Testament de Dieu
Le Testament de Dieu est un livre de Bernard-Henri Lévy paru aux éditions Grasset en 1979.
Dans cet essai, qui prolonge sa réflexion sur les thèmes abordés dans La Barbarie à visage humain (1977), Bernard-Henri Lévy propose de résister au nihilisme et au désenchantement contemporain dus, selon lui, à l’échec des idéologies optimistes.

## Contexte
Le livre paraît en mai 1979, alors que la gauche radicale (mondiale, française?, on ne sait pas) est en crise. À la période d’euphorie de la fin des 1960, succède une époque de plus en plus déprimante, marquée par les attentats commis par les Brigades rouges en Italie, et par la Fraction armée rouge en Allemagne.
Gilles Deleuze et Félix Guattari rappelaient en 1977 que « la question de la violence, et même du terrorisme, n’a cessé d’agiter le mouvement révolutionnaire et ouvrier depuis le siècle dernier, sous des formes diverses, comme réponse à la violence impérialiste. » Alain Badiou, en soutien aux Khmers rouges et à Pol Pot, vient d’affirmer (en janvier précédent) que « la simple volonté de compter sur ses propres forces et de n’être vassalisé par personne éclaire bien des aspects, y compris en ce qui concerne la mise à l’ordre du jour de la terreur. »
Plutôt que de se laisser gagner par la désillusion, les militants anti-impérialistes les plus résolus et les plus courageux ne doivent-ils pas passer à la lutte clandestine armée et au terrorisme ? La question ne cesse de se poser à la gauche radicale en 1979. Bernard-Henri Lévy en fait la question centrale du Testament de Dieu.

## La mort de l’Homme
Dans La Barbarie à visage humain, Lévy constatait : « Il n’y a pas d’individualisme qui ne porte en lui le germe ou la promesse d’une forme de totalitarisme : le premier démultiplie ce que le second unifie, – et cela s’appelle la démocratie. » Lévy ne remet pas en cause ce constat dans Le Testament de Dieu, toutefois il remarque que les États de droit ne se définissent pas seulement par la pure et simple démocratie. Une majorité, démocratiquement élue, peut toujours imposer une dictature. Mais l’État de droit, tel qu’il se développe à partir de la fin du XVIIIe siècle, sans cesser de se réformer depuis lors, prévoit de surcroît des institutions légales qui le distinguent du modèle de la cité démocratique de type grec ou romain.
Ces institutions s’appuient sur une déclaration des droits de l'homme pour garantir les libertés fondamentales (pensée, culte, presse, commerce, etc.). Elles prohibent le harcèlement, la torture, l’esclavage, les crimes contre l’humanité. Elles défendent le respect de la dignité humaine.
L’Homme protégé par le Droit est, selon Lévy, un sujet qui requiert, non l’Être, mais la Loi pour le constituer autant qu'il la constitue : un « sujet-Loi », autrement dit le sujet qui donne son principe à la Loi, l’organise et la maintient, au nom de l’Homme.[style à revoir]
L’Homme ne se confond pas avec le sujet transcendantal auquel Kant confiait le soin d’édifier la science ; l’Homme ne se confond pas non plus, selon Lévy, avec le sujet auquel Hegel donnait la mission d’établir le savoir absolu et de réaliser ce que Dieu n’avait pu accomplir.
L’Homme revient de loin. Il a échoué à devenir le rival de Dieu. Il n’a pas pu imposer universellement la Raison. Il n’a pas pu empêcher les massacres de masse du XXe siècle. L’Homme témoigne de la mort de Dieu, mais également de la mort de l’Homme, c’est-à-dire de l’échec de l’humanisme conçu au XIXe siècle. Il rend dérisoire l’optimisme inscrit dans l’idée de Progrès après l’expérience du nazisme et du stalinisme.
L’Homme s’efface « comme à la limite de la mer un visage de sable », observait Michel Foucault. L’Homme laisse éprouver le temps vécu comme effacement, comme perte, comme vide, avec le sentiment d’un vertige intense et la crainte que le pire est toujours possible. C'est le temps dans lequel Proust se comprend, mais qui n’émane pas seulement d’À la recherche du temps perdu, selon Lévy. Il implique, ce temps, une humanité conçue, non par la raison ou l’intelligence, mais par la sensibilité et l’éthique qu’elle sollicite[style à revoir] :

« Quand Vitoria et Las Casas disent des Indiens par exemple qu’ils sont des ”hommes” – et non des “sauvages” ou des ”animaux” – ils ne parlent pas au nom du vrai mais du bien et de la morale. Quand Nietzsche pose, à l’inverse, que je ne suis rien qu’un “rendez-vous” de flux, de forces et de natures, j’ignore s’il a raison ou tort, car je sais qu’avant tout il a opté pour la barbarie et le sacrifice de ce que je suis sur l’autel de ce que je serai. »

Ce nom d’Homme donné aux hommes n’a rien de scientifique. Au regard de la science, l’humanité n’est qu’une espèce de mammifère, dont la prétention à se relever au-dessus du statut d’animal n’est justifiée par aucun critère objectif. Ce nom d’Homme, constate en substance Lévy, n’est qu’un titre de courtoisie, concédé comme à un prince déchu auquel l’État de droit reconnaît tout de même une dignité fondamentale.

## Critiques
Shmuel Trigano publie une des premières critiques détaillées du livre, se concentrant sur les erreurs commises par Bernard-Henri Lévy sur le texte biblique et la tradition juive. Shmuel Trigano fait notamment valoir que, contrairement à ce qu'écrit Bernard-Henri Lévy, « la Torah n'a rien à voir avec cette “loi” du Père et de la pierre tant exaltée ici. Au contraire, la Tradition la compare à l'eau parce que l'eau coule vers le plus bas, le plus humble. » Il explique ensuite comment « B.-H.L. gomme ainsi une dimension cruciale du judaïsme : l'idée de communauté » et « se prive de comprendre l'élan essentiel de l'histoire juive et surtout du discours prophétique, où il n'y a d'exil que pour un retour ». Shmuel Trigano critique également le discours de BHL dans ce livre, discours « mystificateur en ceci qu'il escamote la conscience critique des juifs sur leur modernité, qui seule leur permettrait de lutter contre la montée des dangers. »
Dans un courrier envoyé à différents journaux ayant publié un compte rendu de l'ouvrage, Pierre Vidal-Naquet dénonce l'imposture du livre. « Il suffit, en effet, de jeter un rapide coup d’œil sur ce livre pour s’apercevoir que loin d’être un ouvrage majeur de philosophie politique, il fourmille littéralement d’erreurs grossières, d’à-peu-près, de citations fausses, ou d’affirmations délirantes. ».
Il cite notamment une prétendue « déposition d'Himmler lors du procès de Nuremberg » alors que celui-ci s'est suicidé le 23 mai 1945, les approximations de dates présentant une œuvre de Benjamin Constant de 1818 comme contemporaine de la réponse à celle-ci écrite par Fustel de Coulanges en 1864 (p.42), ou encore « le jugement historique délirant qui place le début de la “romanité expirante” (p. 79) au Ier siècle av. J.-C., c'est-à-dire à l'époque de l'Empereur Auguste ».
Dans sa réplique à la réponse de Bernard-Henri Levy , Vidal-Naquet rappelle que Levy dans un entretien au Figaro du 5 janvier 1978 plagiait déjà Saint-John Perse dans une réponse concernant le rapport à la langue.

Par la suite Cornelius Castoriadis publie à son tour un article, L'industrie du vide, pour démontrer le « processus de destruction accélérée de l’espace public de pensée et de montée de l’imposture ». Castoriadis y fait part sa perplexité devant le « phénomène BHL » se demandant : 

« Sous quelles conditions sociologiques et anthropologiques, dans un pays de vieille et grande culture, un “auteur” peut-il se permettre d’écrire n’importe quoi, la “critique” le porter aux nues, le public le suivre docilement — et ceux qui dévoilent l’imposture, sans nullement être réduits au silence ou emprisonnés, n’avoir aucun écho effectif ? »

 Optimiste, Castoriadis ajoutait néanmoins : 

« Que cette camelote doive passer de mode, c’est certain : elle est, comme tous les produits contemporains, à obsolescence incorporée. »

.
Le Testament de Dieu fait également l'objet d'un article d'Ahmed El Arch[Qui ?] dans Libre Algérie en 1998 : « Le livre du sioniste français Bernard-Henri Lévy – Le Testament de Dieu – est arrivé pour jeter l’huile sur un ancien feu. Ce livre peut être considéré comme une boucherie collective pour la pensée chrétienne et grecque, et personne n’a pour l’instant réagi. Comment se fait-il qu’il n’y ait aucun intellectuel ou journaliste en France en mesure de contrer les idées de cette boucherie ? On ne peut en faire une critique que si l’on prend en compte ce qu’un de nos amis français a appelé le terrorisme juif dans la presse et les moyens de communication français». André Glucksmann a commenté cet article dans Libération (Un dérapage algérien, 7 avril 1998).
Selon Bertrand Poirot-Delpech, dans Le Monde, « BHL expose une stratégie de “résistance“ et une éthique précise de l’intellectuel, guetteur et solitaire. Le Testament de Dieu, livre étincelant et ardent, marque une revanche de l’érudition normalienne sur le vernis technocrate, de l’utopie morale sur le réalisme sans âme, de la foi sur la ruse ».
Selon Philippe Sollers dans Le Nouvel Observateur, « le trajet de Bernard-Henri Lévy, qui va de La Barbarie à visage humain au Testament de Dieu, est logique. Il est écrit dans le plus beau français qui soit ».
Dans son ouvrage L’Au-delà du verset, Emmanuel Levinas a salué la parution du Testament de Dieu, « livre qui a dit tant de choses remarquables sur la Loi[…]. Mais je me suis demandé s’il n’était pas trop sévère pour la Grèce, avec laquelle il envisageait, comme une concession, qu’un dialogue soit possible. […] Pourtant Bernard-Henri Lévy n’a-t-il pas raison en présence de tous ceux qui cherchent à s’approprier un héritage si brillant […]? ».
Le Père Michel Riquet dans la Revue des Deux Mondes, avoue « avoir été séduit par le verbe, le geste, le regard et la mouvante physionomie de Bernard-Henri Lévy. À lire son Testament de Dieu, je l'ai, peut- être, encore mieux apprécié. Paradoxalement, ce nouveau philosophe enracine sa réflexion et l'originalité même de son discours dans la Bible hébraïque interprétée à la lumière du Talmud et du plus moderne talmudiste Emmanuel Levinas. Il n'ignore ni ne dédaigne, pour autant, l'interprétation chrétienne de l'Ancien Testament. Il en parle avec une compréhension sympathique et parfaitement informée » ? ».